# Mačice
Mačice jsou malá vesnice, část obce Soběšice v okrese Klatovy v Plzeňském kraji. Nachází se asi dva kilometry severně od Soběšic. Prochází zde silnice II/172. Je zde evidováno 49 adres. V roce 2011 zde trvale žilo 51 obyvatel.
Mačice jsou také název katastrálního území o rozloze 2,73 km².

## Historie
První písemná zmínka o vesnici pochází z roku 1359.

## Obyvatelstvo
| Rok            | 1869 | 1880 | 1890 | 1900 | 1910 | 1921 | 1930 | 1950 | 1961 | 1970 | 1980 | 1991 | 2001 | 2011 | 2021 |
| -------------- | ---- | ---- | ---- | ---- | ---- | ---- | ---- | ---- | ---- | ---- | ---- | ---- | ---- | ---- | ---- |
| Počet obyvatel | 390  | 362  | 350  | 355  | 336  | 304  | 256  | 186  | 158  | 120  | 85   | 63   | 45   | 51   | 53   |
| Počet domů     | 47   | 46   | 52   | 50   | 54   | 57   | 53   | 55   | 45   | 41   | 31   | 41   | 41   | 40   | 40   |

## Obecní správa
Při sčítání lidu v letech 1850–1960 Mačice byly samostatnou obcí, se kterým patřily nejprve do okresu Sušice. V letech 1961–1979 byly částí obce Bukovník v okrese Klatovy. Od 1. ledna 1980 jsou částí obce Soběšice v okrese Klatovy. Poté se Bukovník opět osamostatnil, ale Mačice již zůstaly součástí Soběšic.

## Pamětihodnosti
Ve vesnici se nachází výrazně pseudogotická kaple z 2. poloviny 19. století a zámek. Mačický zámek není veřejnosti přístupný, v současnosti je hospodářsky využíván. Stavba bývala tvrzí postavenou v 16. století. Později došlo k přestavbě na zámek s barokními a klasicistními prvky. Sýpka v hospodářském dvoře obsahuje zdivo starší, původně gotické tvrze. V Mačicích se dále nachází dvě památné lípy (Mačická lípa).
Vesnicí protéká Mačický potok, na kterém byla severovýchodně od Mačic vybudována přehrada.

## Galerie

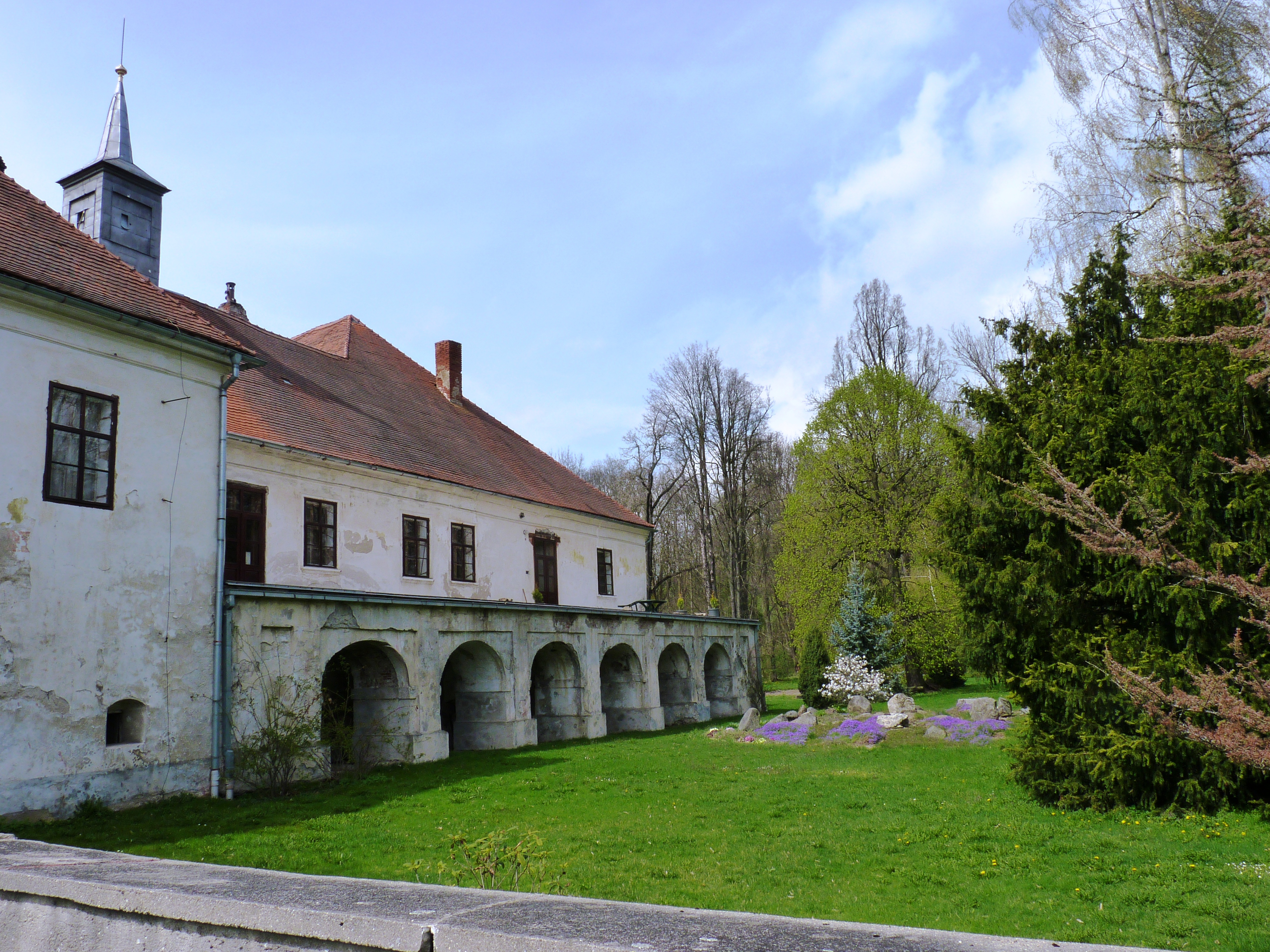
Zámek
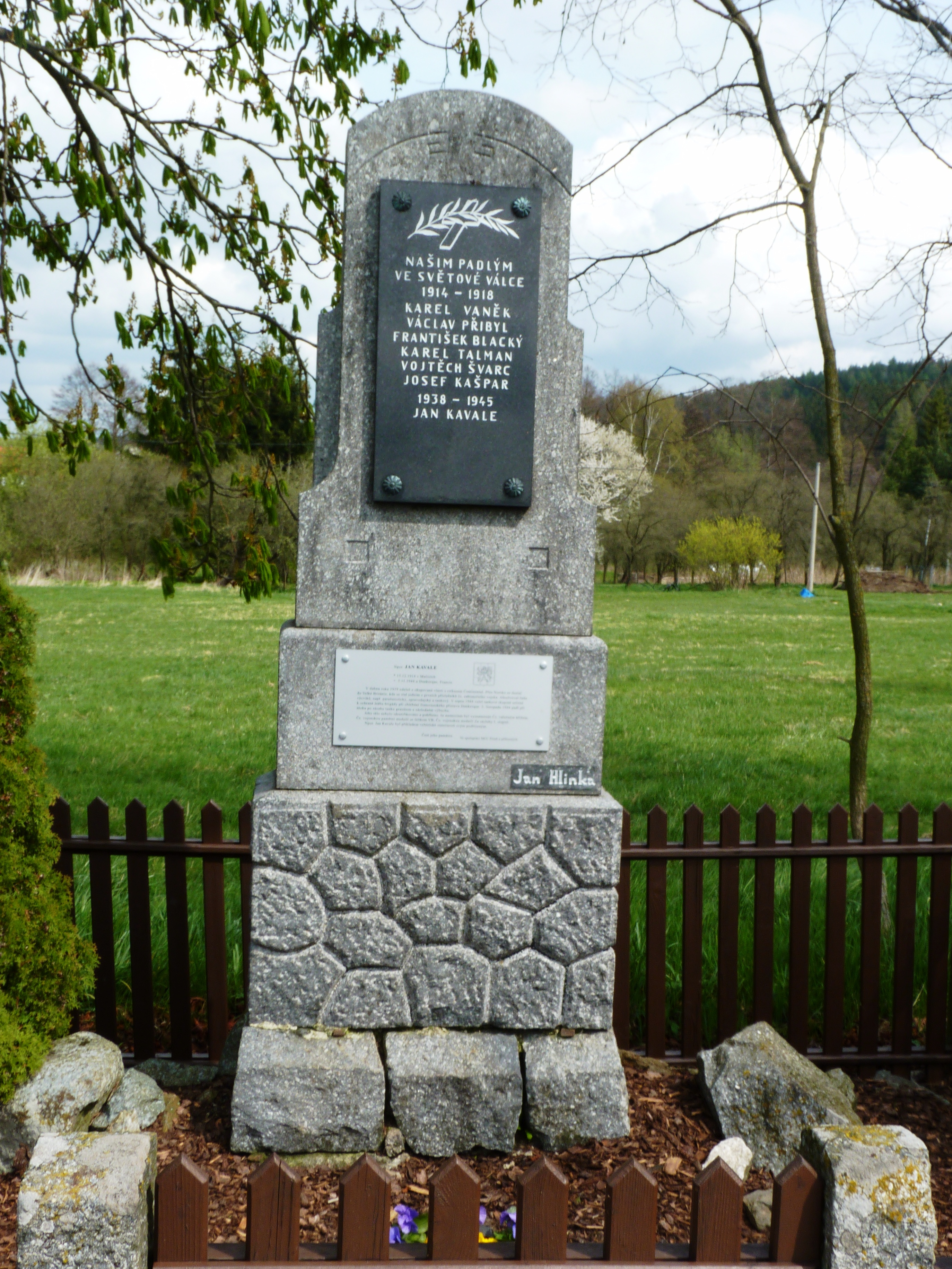
Pomník padlým
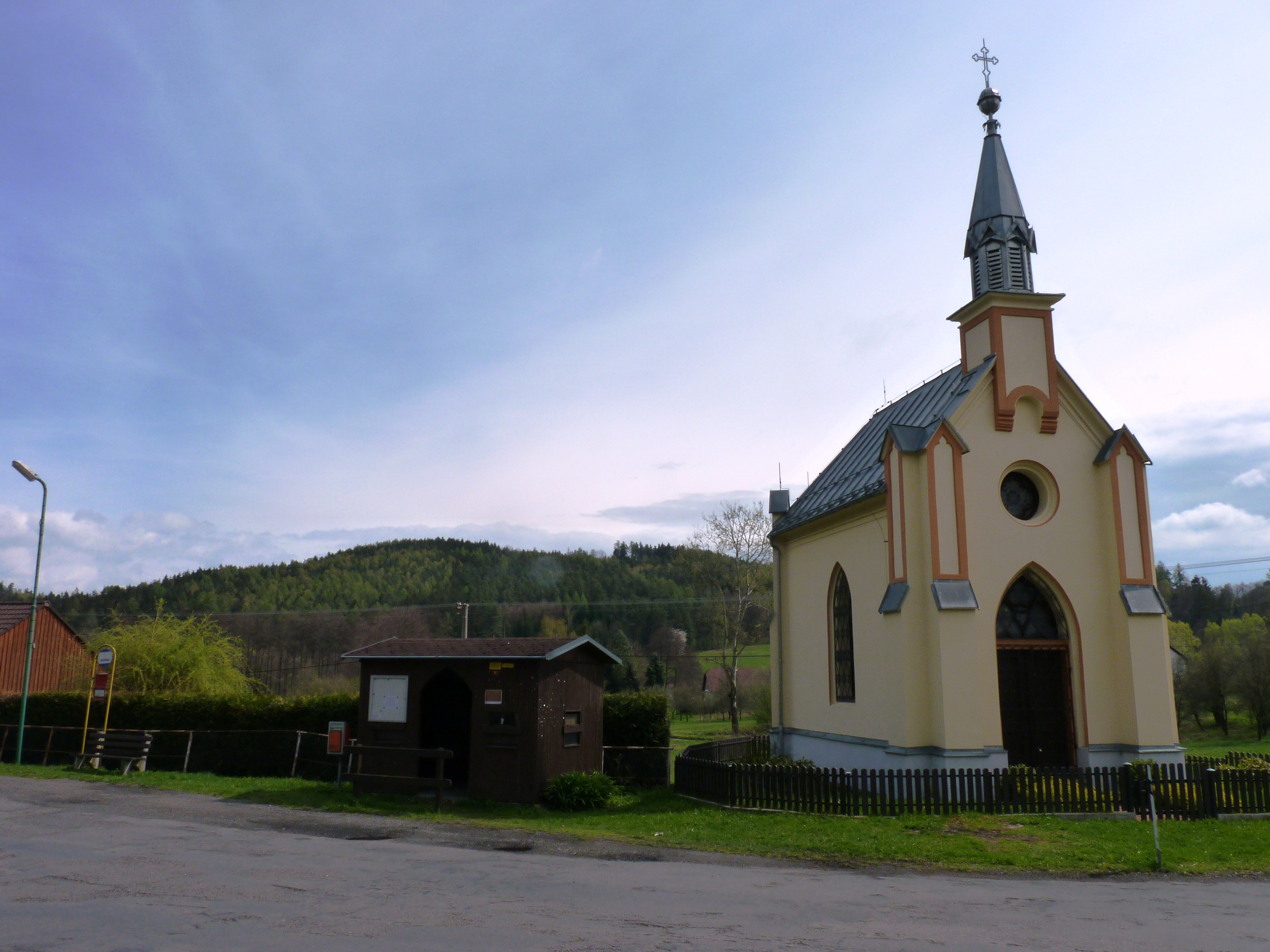
Kostel
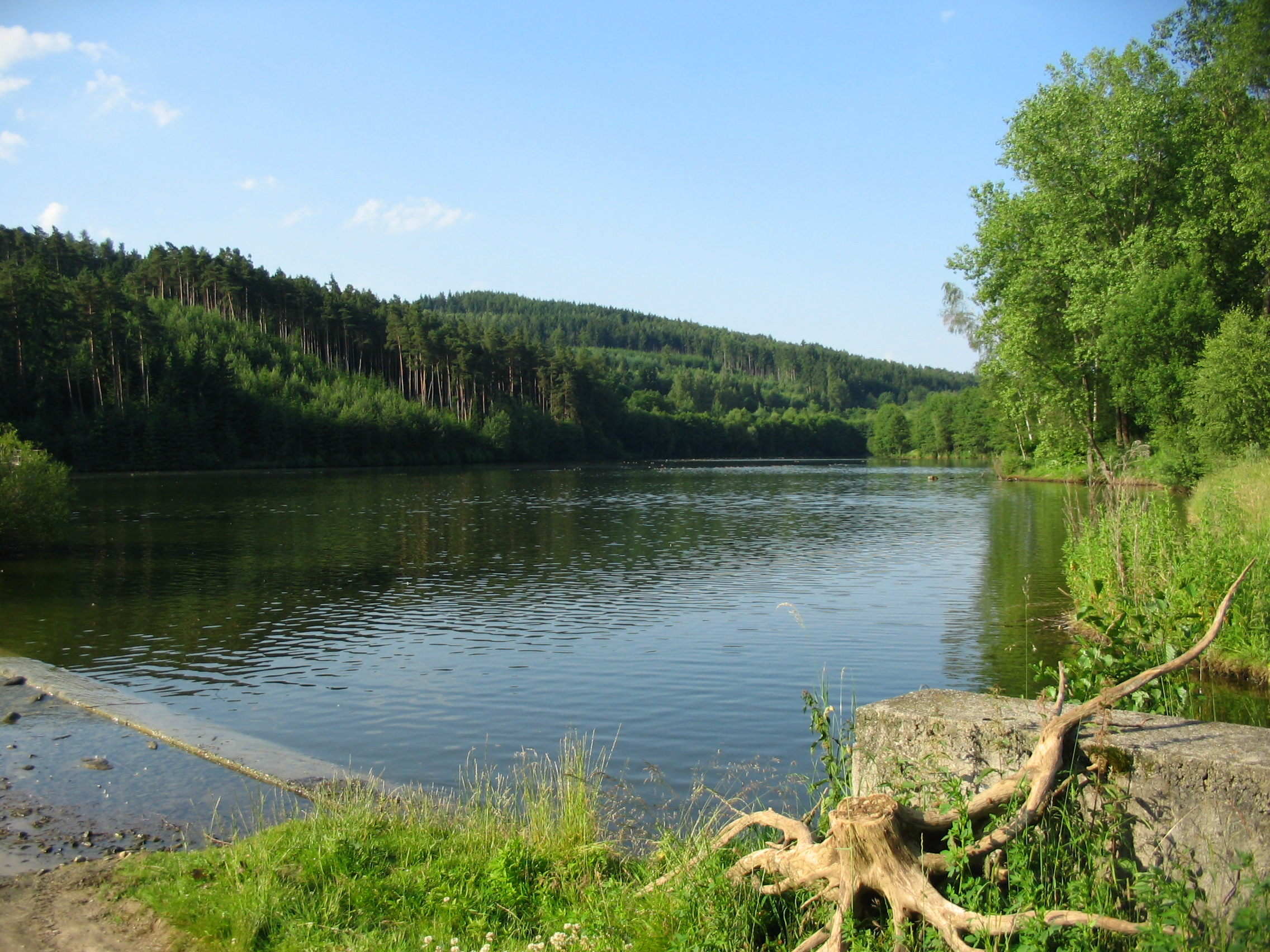
Přehrada Mačice